# Moschee zu Botou
Die Moschee zu Botou bzw. Botou-Moschee (chinesisch 泊头清真寺, Pinyin Bótóu qīngzhēnsì) in der kreisfreien Stadt Botou der bezirksfreien Stadt Cangzhou in der chinesischen Provinz Hebei stammt aus der Zeit der Ming-Dynastie. Fast 35 Prozent der Bevölkerung von Cangzhou sind Hui-Chinesen.
Die Moschee von Botou steht seit 2001 auf der Liste der Denkmäler der Volksrepublik China (5-216).